# Трияк-Лотре
Трия́к-Лотре́ (фр. Triac-Lautrait) — коммуна во Франции, находится в регионе Пуату — Шаранта. Департамент — Шаранта. Входит в состав кантона Жарнак. Округ коммуны — Коньяк.
Код INSEE коммуны — 16387.
Коммуна расположена приблизительно в 400 км к юго-западу от Парижа, в 110 км южнее Пуатье, в 23 км к западу от Ангулема.

## Население
Население коммуны на 2008 год составляло 454 человека.
| 1962 | 1968 | 1975 | 1982 | 1990 | 1999 | 2008 |
| ---- | ---- | ---- | ---- | ---- | ---- | ---- |
| 342  | 344  | 339  | 342  | 401  | 398  | 454  |

## Экономика
В 2007 году среди 298 человек в трудоспособном возрасте (15—64 лет) 210 были экономически активными, 88 — неактивными (показатель активности — 70,5 %, в 1999 году было 72,1 %). Из 210 активных работали 198 человек (114 мужчин и 84 женщины), безработных было 12 (5 мужчин и 7 женщин). Среди 88 неактивных 44 человека были учениками или студентами, 20 — пенсионерами, 24 были неактивными по другим причинам.

## Достопримечательности
- Приходская церковь Сен-Ромен.
- Пирамида Конде. Возведена на месте, где 13 марта 1569 года во время битвы при Жарнаке был убит принц Людовик I де Бурбон-Конде.
- Замок Трияк[фр.] (XI век).

## Фотогалерея

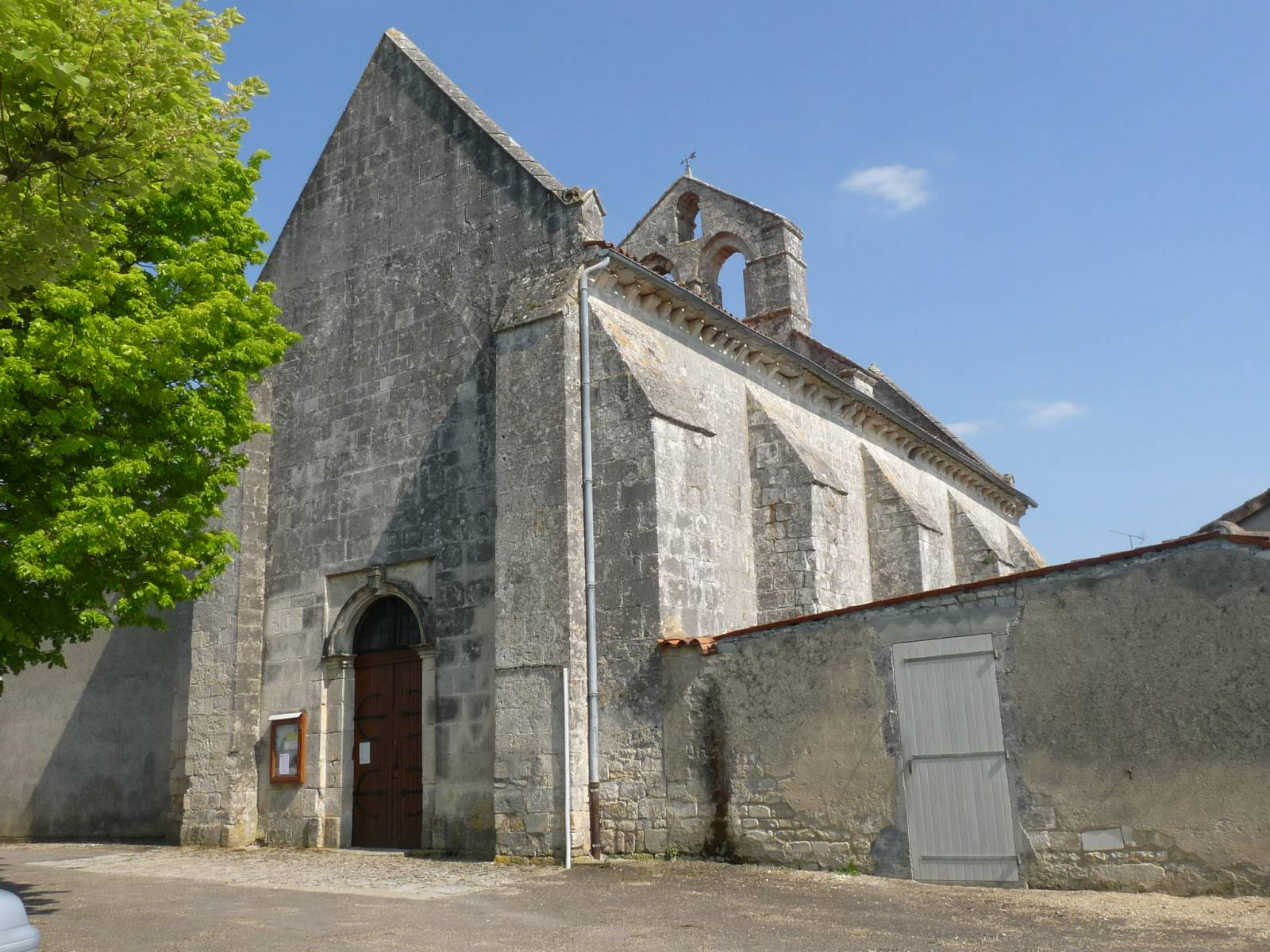
Церковь Сен-Ромен
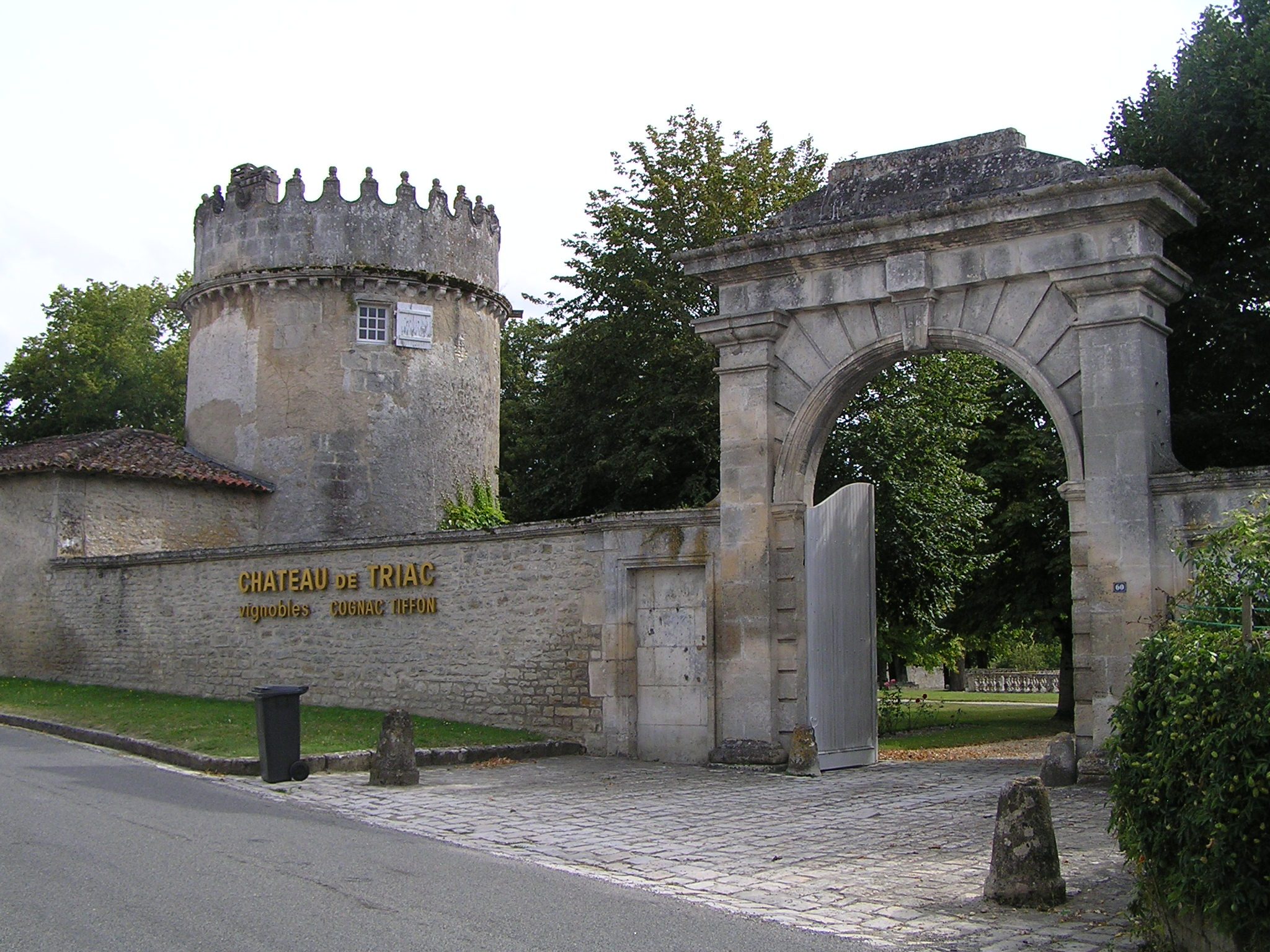
Замок Трияк
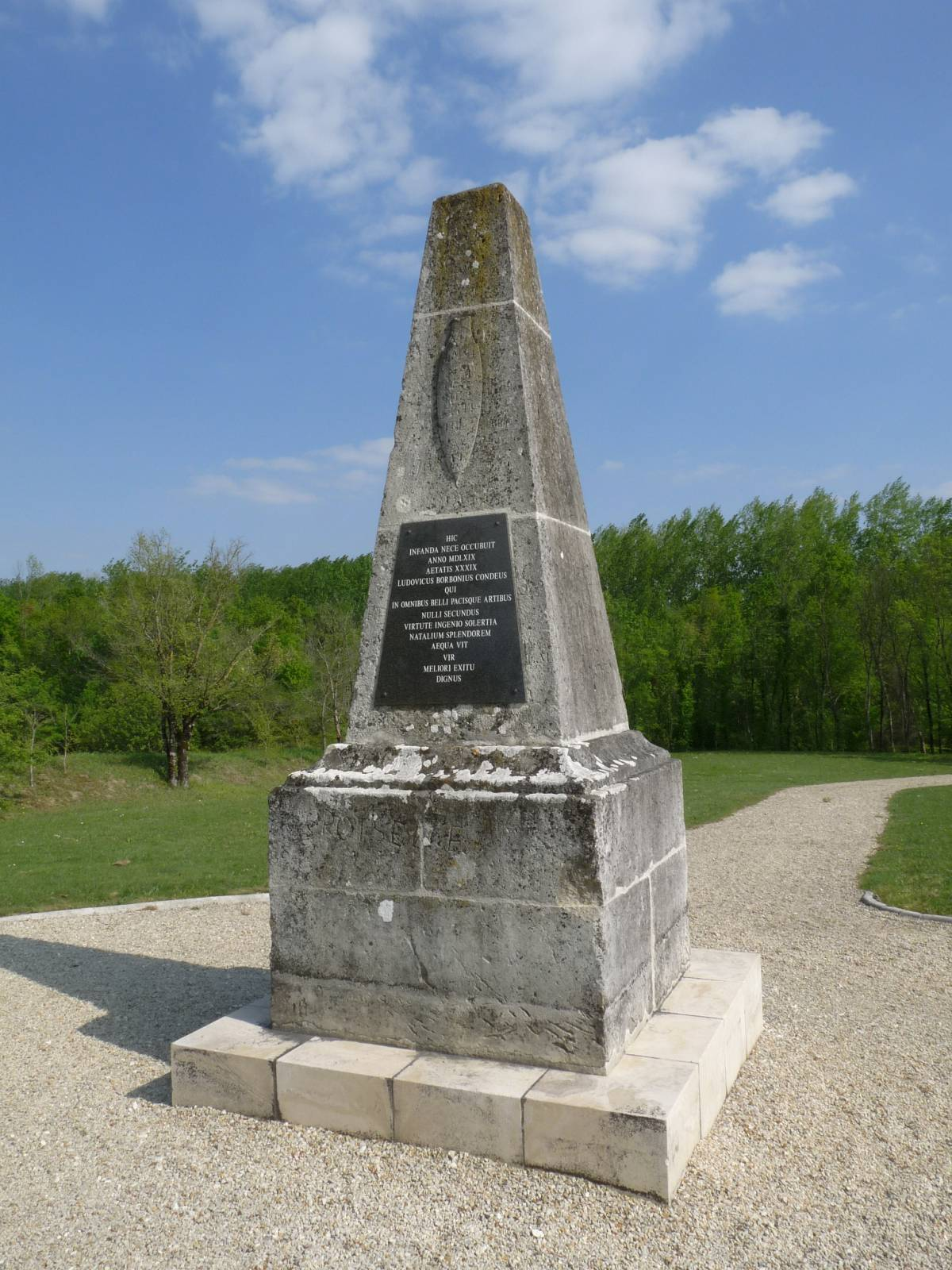
Пирамида Конде
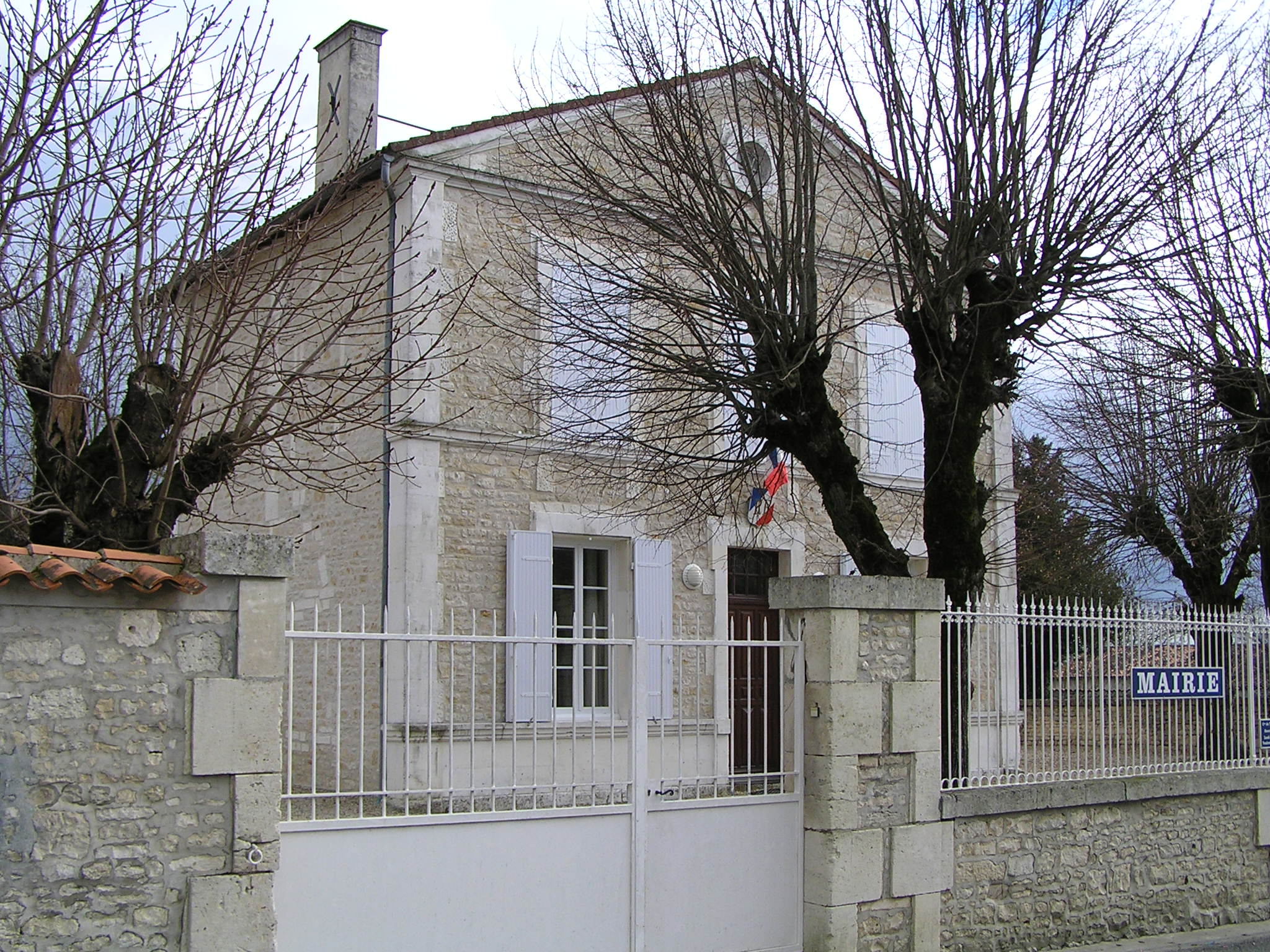
Мэрия